# Ноттингемский собор
Ноттингемский собор (англ. Nottingham Cathedral) — католический кафедральный собор в Ноттингеме.
Собор, посвящённый святому Варнаве, строился в течение 1841—1844 гг. на углу улиц Дерби-Роад и Норт-Сиркус рядом с Альберт-Холлом. По тем временам стоимость строительства составила около 15 тысяч фунтов стерлингов, на 2010—2011 гг. это около 1,2 млн фунтов. Построено здание собора было по проекту Огастуса Пьюджина.